# Modern rock
Il modern rock è un formato radiofonico, emerso tra la fine degli anni ottanta e i primi anni novanta del Novecento, dedito alla trasmissione di rock alternativo.

## Descrizione
Il modern rock nacque sulla falsariga della messa in onda di gruppi come U2, R.E.M. e Talking Heads per mano delle radio universitarie. Il format, che è destinato alle generazioni X e Y, trasmette nuova musica di artisti alternativi, spesso ispirati al punk rock, il grunge e l'heavy metal Negli anni novanta il termine "modern rock" andò a indicare l'Album-oriented rock.